# 4K51 Rubezh

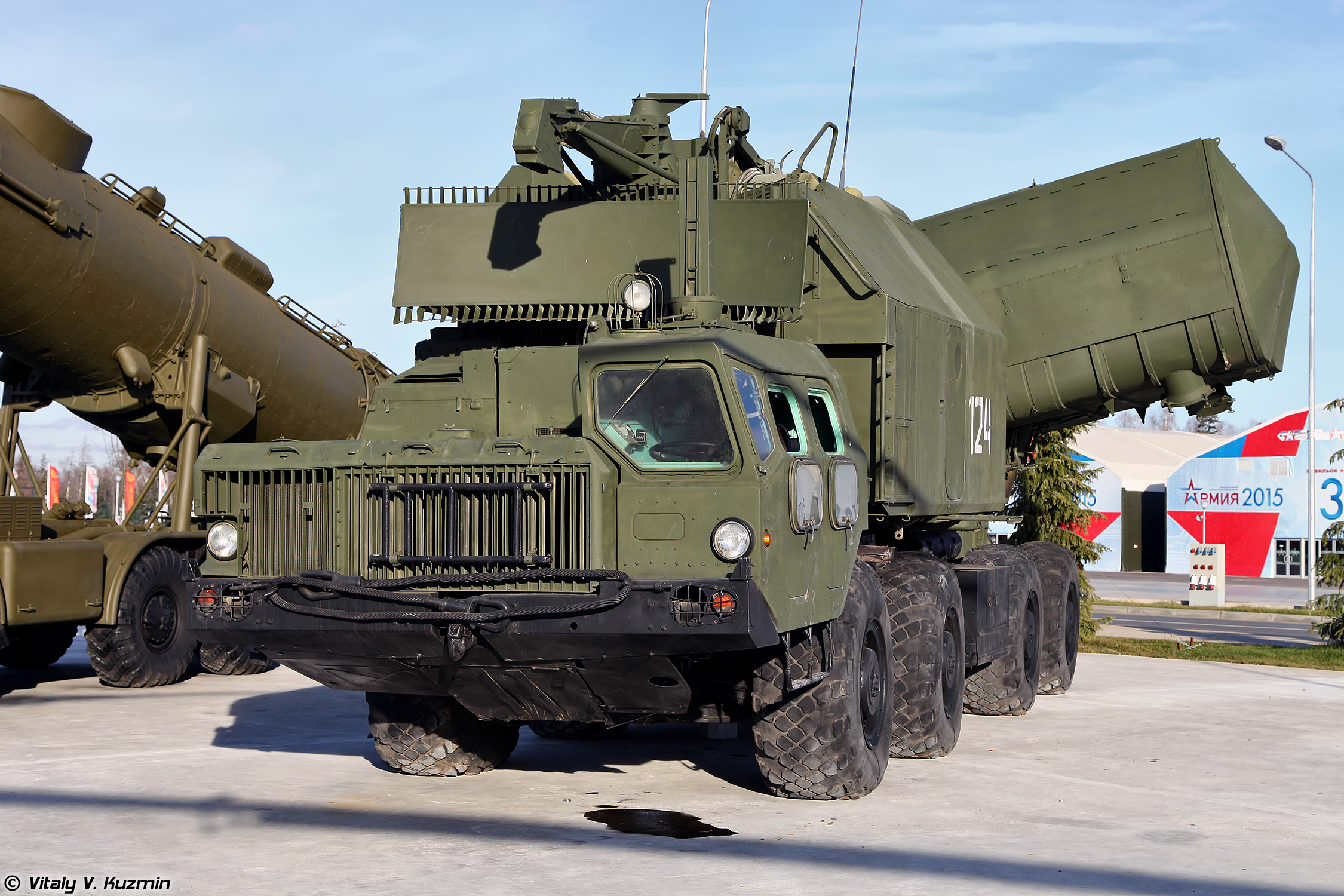
Tổ hợp tên lửa 4K51 Rubezh của Hải quân Nga

4K51 Rubezh là 1 tổ hợp tên lửa phòng thủ bờ biển di động do Liên Xô nghiên cứu, chế tạo và đưa vào sử dụng vào cuối thập niên 1980. Tên định danh của NATO cho nó là SSC-3. Là phương án bổ sung hỏa lực bảo vệ bờ biển ở tầm gần. 4K51 gồm xe mang bệ giá phóng từ khung gầm xe tải hạng nặng MAZ-543 sử dụng radar và 2 ống phóng hạng nặng. Ngoài ra, tổ hợp 4K51 còn kết hợp chiến đấu với pháo tự hành bờ biển A-222 Bereg nhằm đối phó với trường hợp mục tiêu vào quá sâu tầm bắn của tên lửa.

## Tổ hợp 4K51
Tổ hợp 4K51 gồm một xe mang bệ giá phóng 3P51 (cải tiến dựa trên xe vận tải hạng nặng MAZ-543), sử dụng để đặt radar điều khiển hỏa lực cùng cụm ống phóng KT-161. KT-161 có 2 ống phóng chứa hai tên lửa hành trình đối hạm P21 hoặc P22. P21 là tên lửa với đầu tự dẫn chủ động, P22 là tên lửa với đầu tự dẫn hồng ngoại Tên lửa có chiều dài 6,5m, đường kính thân 0,76m, trọng lượng phóng 2,5 tấn. Nó lắp một động cơ phản lực nhiên liệu lỏng, tốc độ hành trình cận âm 0,9 Mach, tầm bắn là 80 km lắp đầu đạn thuốc nổ nặng 513 kg.

## Hoạt động

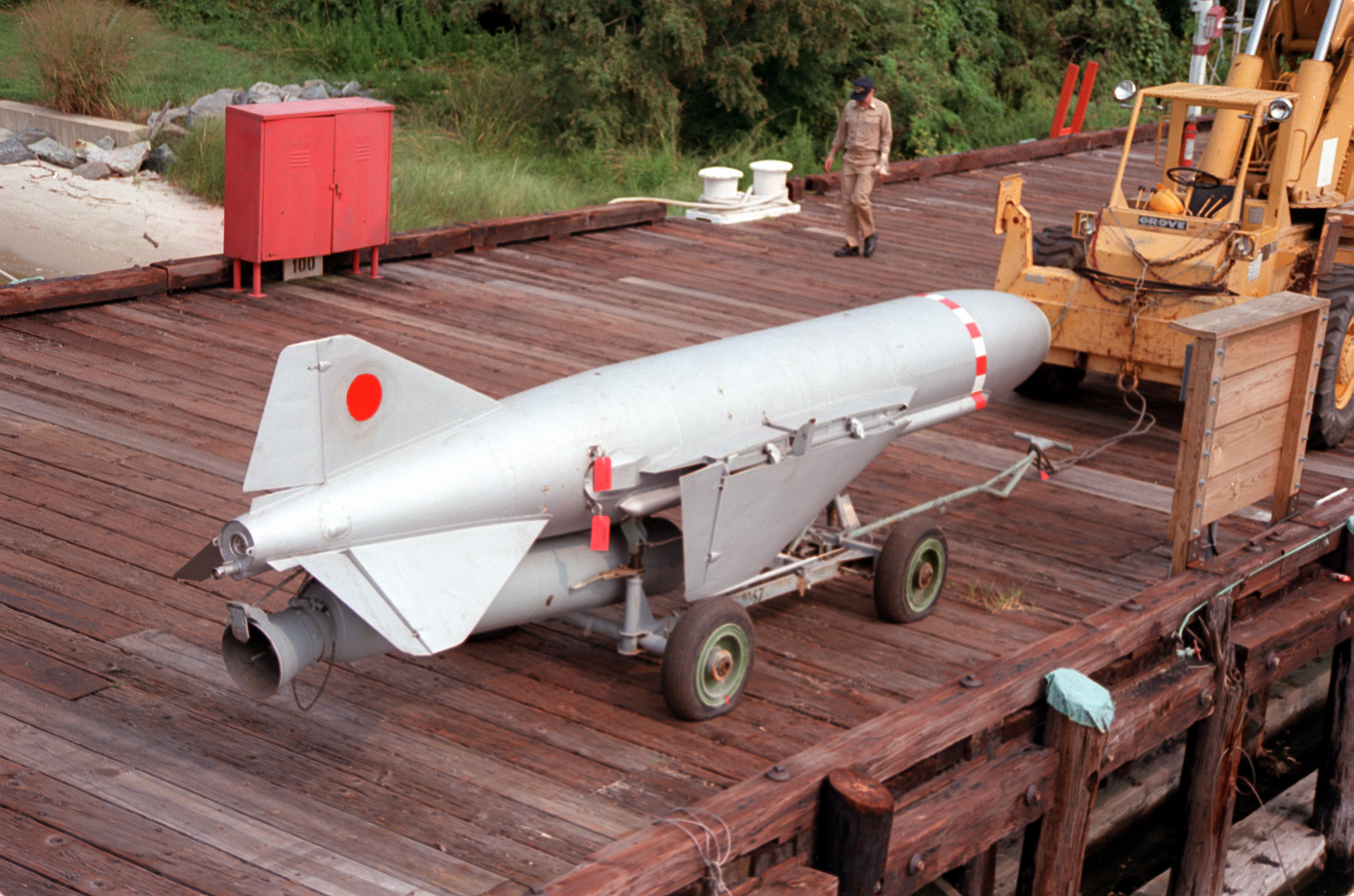
Tên lửa P-15 (NATO:SS-N-2 Styx)

Khi phóng, động cơ tên lửa sẽ đưa P-15M rời bệ, đạt độ cao ổn định động cơ chính sẽ kích hoạt đưa tên lửa tới mục tiêu. Trong hành trình bay, tên lửa bay cách mặt nước 25-50m. Ở pha giữa, tên lửa được điều khiển bằng hệ dẫn đường quán tính và ở pha cuối dùng radar chủ động.
Ngày nay, P-15M có kiểu dáng khá lớn, tốc độ chậm nên dễ bị đánh chặn khó có khả năng xuyên phá được chiến hạm hiện đại có hệ thống phòng thủ tiên tiến. Ngoài ra nó còn dễ bị gây nhiễu trong môi trường tác chiến điện tử cao. Nhưng nó vẫn rất hữu hiệu với tàu vận tải, tàu đổ bộ vốn không có khả năng tự bảo vệ không cao.
Tên lửa còn được trang bị trên một số tàu tên lửa cao tốc của Liên Xô cũ và Liên bang Nga hiện nay như:Tàu tên lửa lớp Korma,Tàu tên lửa lớp Osa,Molniya Project 1241.1 (Tarantul I).
Hiện nay,Nga đang cố thay thế các tổ hợp tên lửa bờ biển cũ như 4K51 Rubezh và 4K44 Redut bắng các tổ hợp hiện đại hơn như K-300P Bastion-P.

## Hoạt động trong Hải quân Nhân dân Việt Nam

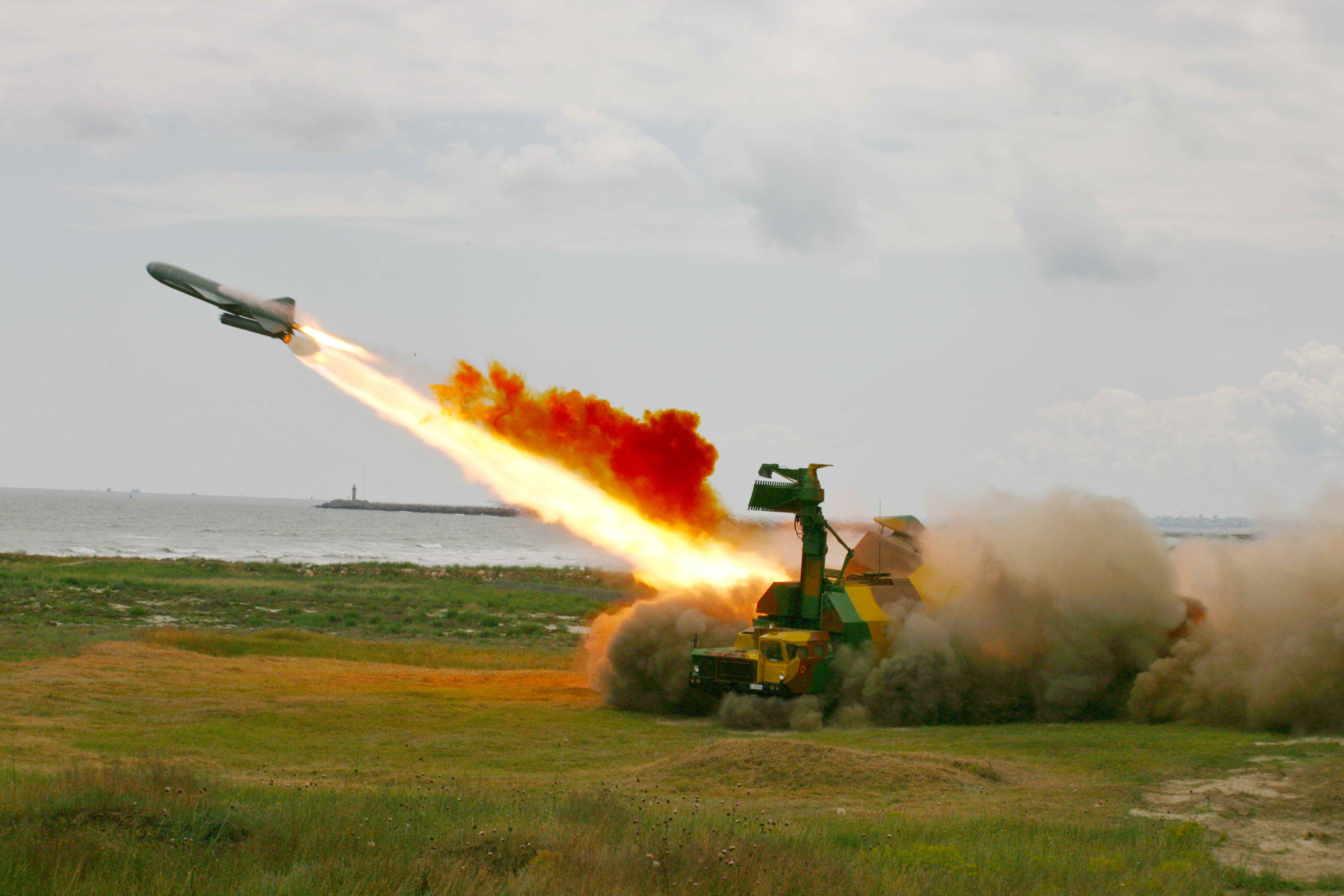
Tổ hợp 4K51 khai hỏa

4K51 được nhiều lực lượng hải quân trên thế giới sử dụng trong đó có Hải quân Nhân dân Việt Nam.Được viện trợ từ những năm 1980 cùng tổ hợp 4K44 từ phía Liên Xô nhằm trang bị cho Binh chủng Tên lửa-Pháo bờ biển, Quân đội Nhân dân Việt Nam mới thành lập sau Chiến tranh Việt Nam,tổ hợp 4K51 đã phục vụ trong Quân đội nhân dân Việt Nam gần 40 năm nay và đã trở thành một trong những lá chắn tên lửa của Đoàn tên lửa 679 bảo vệ chủ quyền lãnh hải của Việt Nam hướng ra Biển Đông.
Tổ hợp 4K51 Rubezh, tổ hợp 4K44 Redut và tổ hợp K-300P Bastion-P là 3 lá chắn phòng thủ bờ biển hiện đại nhất của Hải quân Nhân dân Việt Nam.